# Chris Bautista
Chris Bautista je americký trumpetista. Byl členem americké sestavy kapely Down to the Bone, v níž s ním hráli například baskytarista Rufus Philpot a saxofonista Katisse Buckingham. Rovněž je členem uskupení The Downtown Horns a The Grand Scheme.
V roce 2011 hrál v písni „The Hanging“ z alba Extra Playful velšského hudebníka Johna Calea. Spolupráci si později dvakrát zopakoval, hrál v „Thoughtless Kind“ z jeho alba M:FANS a na soundtracku k filmu Paul Sanchez est revenu! (2018). Během své kariéry spolupracoval s mnoha dalšími hudebníky, mezi něž patří například Jamie Lidell, Charlotte Gainsbourg a Kris Allen, ale také Fashawn, Samantha Jade a J. Cole. Rovněž hrál na nahrávkách skupin, jako jsou Breakestra, Fun., Tenacious D a The Duke Spirit.
Od roku 2016 vystupuje při koncertech kapely Panic! at the Disco, s níž hrál mj. na trubku vyrobenou z použitých nábojnic; kapela tím chtěla poukázat na násilí páchané střelnými zbraněmi.

## Diskografie
- Invasion of the B-Girls (Josie Cotton, 2007)
- All the Love You Need (Big Head Todd & the Monsters, 2007)
- Love, War and the Ghost of Whitey Ford (Everlast, 2008)
- Neptune (The Duke Spirit, 2008)
- Destination Paradise (Pato Banton, 2008)
- Kris Allen (Kris Allen, 2009)
- Two Sides to Every (Christopher Alan Campbell, 2009)
- Dusk Till Dawn (Breakestra, 2009)
- Aim and Ignite (Fun., 2009)
- IRM (Charlotte Gainsbourg, 2009)
- Compass (Jamie Lidell, 2010)
- Tara Priya (Tara Priya, 2011)
- Noteworthy (Drew Simpson, 2011)
- Extra Playful (John Cale, 2011)
- Cole World: The Sideline Story (J. Cole, 2011)
- Rize of the Fenix (Tenacious D, 2012)
- The Yes Feeling (Honey Larochelle, 2013)
- Tropicoso (Jungle Fire, 2014)
- Ask Me to Dance (Minnie Driver, 2014)
- The Ecology (Fashawn, 2015)
- Nine (Samantha Jade, 2015)
- M:FANS (John Cale, 2016)
- Night Visions (Chico Mann + Captain Planet, 2017)
- Roll with Me (Natasha Bedingfield, 2019)